# Más allá de las islas
Más allá de las islas es una novela de la escritora ecuatoriana Alicia Yánez Cossío, publicada en Quito en 1980. La trama, enmarcada en el género del realismo mágico, sigue la historia de ocho personas que viajan a las Islas Galápagos para escapar de la Muerte. La obra fue traducida al inglés en 2011 por Amalia Gladhart.
Yánez se refirió varias veces de forma positiva a la obra, afirmando que era el libro que más le había costado escribir y que la consideraba la mejor de sus novelas.

## Composición y estructura
La primera versión de la novela contaba la historia de una escritora que viajaba a las Islas Galápagos para olvidarse de sus problemas maritales, causados por las múltiples infidelidades de su esposo. Pero al notar que la novela había adquirido muchos elementos autobiográficos, Yánez decidió editarla, retirar el personaje de la escritora e incluir como hilo conductor de la trama la figura de la Muerte, que se había convertido en una de las obsesiones de la autora en esa época.
La escritura de la novela inició a mediados de 1976 y finalizó en 1980. Para obtener información sobre Galápagos, Yánez realizó dos viajes a las islas, además de leer cuanto libro pudo conseguir sobre ellas. En base a estos datos creó a los personajes, algunos de los cuales fueron totalmente inventados y otros basados en personajes y hechos reales. Un ejemplo fue la visita de una princesa europea que Yánez presenció durante su estadía en Galápagos, y para cuyo recibimiento la profesora de la escuela preparó un gran evento en que participarían todos sus alumnos. Pero dado que la princesa llegó vistiendo jeans y ropa casual, nadie pudo reconocerla.
La novela está dividida en ocho capítulos, cada uno de los cuales sigue a un personaje diferente en su intento de evadir a la Muerte. Los capítulos están narrados en tercera persona y llevan el nombre del personaje en cuestión, con tramas relativamente independientes en que se contrastan los problemas de la civilización con la vida en medio de la naturaleza de las Galápagos.

## Personajes principales

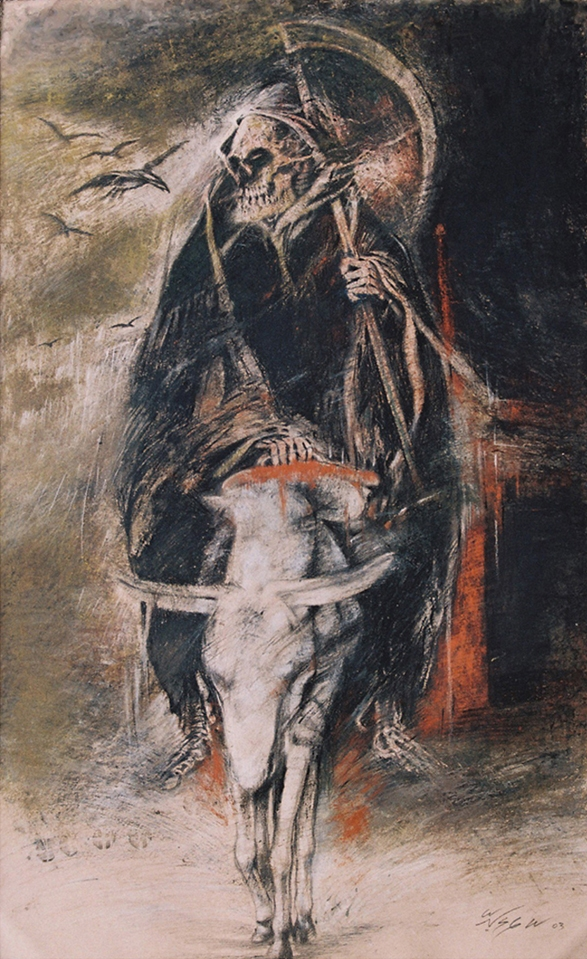
La Muerte actúa como el hilo conductor de la novela.

- Morgan: Es un viejo corsario cojo que asegura ser nieto del famoso pirata Woodes Rogers. Al principio del libro escapa temporalmente de la isla debido a una erupción volcánica.[10] Muere luego de que una larva de libélula consuma su cuerpo tras introducirse en su pata de palo.[11]

- Alirio: Poeta que llega a la isla luego de perder la inspiración.[11]

- Iridia: Está casada con Morgan, a quien ve como un ser mítico. Cuando éste muere empieza a recibir en su habitación a distintos hombres de la isla por compasión y de forma desinteresada,[10] devolviéndoles la vitalidad y la capacidad de amar.[12] Ella, por su lado, intenta revivir en los hombres el amor de Morgan y engendrar un hijo. Según la autora, Iridia está basada en la protagonista de la película española Viridiana.[8]

- Fritz: Es un científico obsesionado con las opuntias y con las islas Galápagos, a quienes llama "la mujer de los pechos descubiertos". Aunque su esposa intenta seducirlo, Fritz solo parece tener ojos para las Galápagos.[12][10]

- Estenia: Cuando se da cuenta de que casarse significaría estar encerrada entre cuatro paredes y perder toda posibilidad de autorrealizarse, decide estudiar para ser profesora y mudarse a trabajar en la escuela de la isla, manifestando su instinto maternal con sus alumnos.[12] En su papel de educadora, se ve a sí misma como sucesora de Prometeo.[11]

- Tarsilia: Es la madre de Iridia, llega a la isla desesperada por encontrar a su hija.[11]

- Brigita: Es la curandera de la isla. Sus conocimientos sobre plantas medicinales le permiten sanar un sinnúmero de dolencias de los habitantes del pueblo. Sin embargo, el fanatismo religioso del cura del pueblo y de su tía, quienes la tachan de bruja, incita a los habitantes a culparla de la hambruna y la esterilidad de las mujeres y a quemarla viva.[12][10] Su muerte desencadena los hechos que dejan la isla desierta.[2]

- Richardson: Turista alemán que se obsesiona con la leyenda de la desaparición de la baronesa Wagner. Decide mandar a hacer una réplica de plástico de la baronesa y mudarse con ella a la isla, donde empieza a trabajar como panadero con provisiones de harina enviadas como "ayuda de un país grande a un país chico". Sin embargo, al final de la novela se descubre que la harina estaba mezclada con anticonceptivos con la intención de probar su eficacia, lo que había causado la esterilidad de las mujeres de la isla.[10]

- La Muerte: A lo largo de la novela es descrita como una figura femenina, pálida y como un "esqueleto envuelto en trapos negros". Acecha a cada uno de los personajes en busca del más mínimo descuido para llevárselos. En el capítulo final, cuando la isla vuelve a ser habitada, sufre una profunda transformación: se presenta con ropa moderna, se hace amiga de las mujeres del pueblo y se baña con bikini en el mar.[12]

## Recepción
La crítica literaria Miriam Merchán calificó la novela como "un texto poblado de lirismo". Además se refirió de forma positiva al uso del realismo mágico y a la crítica que realiza Yánez a lo que calificó como "taras de una sociedad civilizada", entre las que contó la ambición, el fanatismo religioso, la codicia y el sentido del deber llevado al extremo. El escritor Francisco Tobar García también elogió la novela, aseverando: "Desde el primer capítulo, quizás el más noble de todos, la escritora nos lleva hacia ese más allá, tan difícil de ser verdadera poesía, poesía entrañable que se nervia a la historia. Es un libro extraño, colosal, inquietante, en el que caben mil calificativos".
La catedrática Lady Rojas Benavente destacó la crítica de Yánez a los abusos de las instituciones religiosas, aseverando que las letras hispánicas necesitaban más autores que lo hicieran y comparando a Yánez con la escritora Clorinda Matto de Turner.